# Miguel Maga
Pour les articles homonymes, voir Maga.
Miguel Maga né le 16 novembre 2002 à Porto au Portugal, est un footballeur portugais qui joue au poste d'arrière droit au Vitória SC.

## Biographie

### En club
Né à Porto au Portugal, Miguel Maga commence le football avec le club local du FC Porto, puis est formé au Rio Ave SC. Il rejoint en 2019 le Vitória SC, où il poursuit sa formation. Le 30 janvier 2022 il joue son premier match avec l'équipe première à l'occasion d'une rencontre de championnat face au FC Vizela. Il entre en jeu et son équipe s'incline par trois buts à deux. Le 21 avril 2022, Maga signe son premier contrat professionnel avec le Vitória SC d'une durée de trois saisons, soit jusqu'en juin 2025.
Maga inscrit son premier but en professionnel le 4 août 2022, lors d'une rencontre qualificative pour la Ligue Europa Conférence 2022-2023 face au HNK Hajduk Split. Il est titularisé mais son équipe s'incline malgré son but (3-1 score final). Sa progression est freinée avec une blessure survenue le 21 août 2022, lors d'une rencontre de championnat contre le Portimonense SC (défaite 2-1 du Vitória SC). Victime d'une fracture de la clavicule, Maga est absent pendant plusieurs mois et ne fait son retour à la compétition qu'à la fin du mois de décembre 2022.

### En sélection
Miguel Maga représente l'équipe du Portugal des moins de 20 ans, jouant son premier match avec cette sélection le 24 mars 2022 contre la Tchéquie où il est titularisé (victoire 3-0 du Portugal).